# Filip Rodzik
Filip Rodzik (ur. 13 września 1980) – polski strzelec sportowy.

## Życiorys
W 2008 dwukrotnie wystartował w Igrzyskach Paraolimpijskich w Pekinie, natomiast w 2013 otrzymał tytuł Mistrza Europy, a także tytuł Mistrza Polski w konkurencji P1. W 2016 na Igrzyskach Paraolimpijskich w Rio w konkurencji P3 zdobył 21. miejsce.
W 2019 parastrzeleckich Mistrzostwach Świata w Sydney wywalczył brązowy medal.